# Bartolomé Buigues Oller
Bartolomé Buigues Oller (Teulada, 7 marzo 1963) è un vescovo cattolico e missionario spagnolo, dal 1º marzo 2018 vescovo di Alajuela.

## Biografia
Bartolomé Buigues Oller è nato a Teulada, nella diocesi di Orihuela-Alicante, il 7 marzo 1963 da Bartolomé Buigues Vallés, oggi deceduto, e María Oller Llobell. Ha una sorella, María Rosa.

### Formazione e ministero sacerdotale
Dopo aver frequentato le scuole primarie e secondarie nel paese natale, è entrato come aspirante alla vita religiosa nel seminario minore dei terziari cappuccini a Godella, nell'arcidiocesi di Valencia. Ha svolto il postulandato e il noviziato a Burgos. Il 15 settembre 1982 ha emesso la prima professione  e il 25 giugno 1988 quella solenne. Ha conseguito il baccalaureato in teologia presso la Facoltà teologica "San Vicente Ferrer" a Valencia il 30 giugno 1989, la licenza in teologia pastorale presso la Pontificia Università di Salamanca il 30 giugno 1992, la laurea in gestione di centri educativi presso l'Istituto superiore di formazione per insegnanti "Salomé Ureña" nel campus "Félix Evaristo Mejía" di Santo Domingo nel 2006 e la licenza in antropologia sociale e culturale presso l'Università Nazionale di Educazione a Distanza di Madrid nel 2012.
Il 22 aprile 1989 è stato ordinato presbitero. In seguito è stato cappellano militare a Morón de la Frontera dal 1989 al 1990 e formatore nel Collegio Fundación Caldeiro a Madrid dal 1990 nel 1992.
Nel 1992 è stato inviato in America Latina come missionario. Ha prestato servizio come prefetto dei postulanti, superiore locale e maestro dei novizi in Costa Rica dal 1992 al 1999; superiore della Comunità Hogar de niños a Santa Cruz, in Bolivia, responsabile della pastorale vocazionale, e poi vicario provinciale della provincia del Cono Sud dell'America meridionale dal 2000 al 2004; superiore della comunità e del Centro infantil Hainamosa a Santo Domingo, nella Repubblica Dominicana, dal 2004 al 2007; consigliere generale a Roma dal 2007 al 2010; superiore provinciale in Costa Rica dal 2010 al 2013; superiore locale, maestro dei novizi nel seminario dell'Ordine a San José e consigliere provinciale dal 2013 e presidente della Conferenza dei religiosi della Costa Rica dal 2016.

### Ministero episcopale
Il 1º marzo 2018 papa Francesco lo ha nominato vescovo di Alajuela. Ha ricevuto l'ordinazione episcopale il 26 maggio successivo nella cattedrale della Vergine del Pilar ad Alajuela dal vescovo emerito di Alajuela Ángel San Casimiro Fernández, co-consacranti il vescovo emerito di Tilarán-Liberia Vittorino Girardi Stellin e il vescovo di San Isidro de El General Gabriel Enrique Montero Umaña. Durante la stessa celebrazione ha preso possesso della diocesi. È l'unico vescovo vivente del suo ordine e il primo dopo 129 anni.

## Genealogia episcopale
La genealogia episcopale è:
- Cardinale Scipione Rebiba
- Cardinale Giulio Antonio Santori
- Cardinale Girolamo Bernerio, O.P.
- Arcivescovo Galeazzo Sanvitale
- Cardinale Ludovico Ludovisi
- Cardinale Luigi Caetani
- Cardinale Ulderico Carpegna
- Cardinale Paluzzo Paluzzi Altieri degli Albertoni
- Papa Benedetto XIII
- Papa Benedetto XIV
- Papa Clemente XIII
- Cardinale Enrico Benedetto Stuart
- Papa Leone XII
- Cardinale Chiarissimo Falconieri Mellini
- Cardinale Camillo Di Pietro
- Cardinale Mieczysław Halka Ledóchowski
- Cardinale Jan Maurycy Paweł Puzyna de Kosielsko
- Arcivescovo Józef Bilczewski
- Arcivescovo Bolesław Twardowski
- Arcivescovo Eugeniusz Baziak
- Papa Giovanni Paolo II
- Arcivescovo Giacinto Berloco
- Vescovo Ángel San Casimiro Fernández, O.A.R.
- Vescovo Bartolomé Buigues Oller, T.C.